# Haniska (district de Košice-okolie)
Pour les articles homonymes, voir Haniska.
Haniska parfois appelé Haniska pri Košiciach (allemand : Hansdorf bei Kaschau) , est un village de Slovaquie situé dans la région de Košice.

## Histoire
Première mention écrite du village en 1288.
La localité fut annexée par la Hongrie après le premier arbitrage de Vienne le 2 novembre 1938. En 1938, on comptait 1 226 habitants dont 24 juifs. Elle faisait partie du district de Košice, en hongrois Kassai járás. Durant la période 1938 -1945, le nom hongrois Enyicke était d'usage. À la libération, la commune a été réintégrée dans la Tchécoslovaquie reconstituée.

## Démographie

### Évolution de la population
| Année:               | 1994. | 2004.   | 2014.   | 2024.   |
| -------------------- | ----- | ------- | ------- | ------- |
| Nombre de personnes: | 1323  | 1365    | 1474    | 1572    |
| Différence:          |       | +3,17 % | +7,98 % | +6,64 % |

| Année:               | 2023. | 2024.   |
| -------------------- | ----- | ------- |
| Nombre de personnes: | 1557  | 1572    |
| Différence:          |       | +0,96 % |